# Circolo Sportivo Trevigliese
La Trevigliese è una squadra di calcio italiana con sede a Treviglio; milita in Serie D.

## Storia

### Origini ed esordio
Il Circolo Sportivo Trevigliese nacque nel 1907 fondato da alcuni giovani trevigliesi capitanati da Mario Zanconti.
Zanconti, premiato nel 1948 in occasione del 50º anniversario di fondazione della FIGC quale Pioniere del Calcio Italiano, fu Presidente, mecenate e soprattutto il proprietario del campo sportivo del C.S. Trevigliese.
Grazie a lui la società fu una delle più attive società di provincia, la seconda ad iscriversi ai campionati F.I.F. dopo il F.C. Bergamo. La squadra non fu una meteora, crebbe progressivamente organizzando vari tornei in ambito locale fino ad arrivare all'iscrizione ai campionati regionali lombardi avendo un campo proprio, cosa non comune all'epoca, sintomo di buona autonomia finanziaria.
Prima della Grande Guerra militò nei campionati lombardi di Terza Categoria e Promozione. Nel 1919, alla ripresa dei campionati dopo la sospensione bellica, la Trevigliese ebbe la possibilità di giocarsi l'accesso alla Prima Categoria, massimo livello della scala gerarchica F.I.G.C. dell'epoca, in uno spareggio promozione contro un'altra squadra da poco giunta al campionato di Promozione: il Monza. Lo spareggio si giocò il 5 ottobre 1919 e vide prevalere bianco-celesti che ottennero una storica promozione.

### Anni venti e trenta
In Prima Categoria la Trevigliese non riuscì mai a superare le eliminatorie regionali Lombarde: nel 1919-1920 arrivò quarta nel girone A, mentre nel 1920-1921 arrivò sesta nel girone di finale dopo aver agevolmente superato le eliminatorie. Pur non qualificandosi mai alle semifinali dell'Alta Italia si prese la soddisfazione di fermare sul pari l'Inter (3-3 nel campionato 1919-1920, che verrà vinto proprio dalla squadra nerazzurra). Nella focosa estate del 1921, in cui le 24 maggiori squadre italiane (più tutte le squadre del centro-sud) si staccarono in massa dalla FIGC creando una Federazione autonoma e un proprio campionato, la Trevigliese decise di rimanere nei ranghi della FIGC disputando il campionato di Prima Categoria FIGC. La Trevigliese mancò l'accesso alla fase finale lombarda venendo eliminata nel girone B delle qualificazioni Lombarde dalla Cremonese.
Con il concordato di riappacificazione di FIGC e CCI si unificò il campionato di calcio con il Compromesso Colombo, che restrinse la Prima Divisione della Lega Nord a sole 36 squadre. La Trevigliese, insieme a numerose altre squadre, a causa di questa nuova riforma, perse il suo posto in Massima Serie e venne retrocessa in Seconda Divisione.
Rimase in Seconda Divisione per nove stagioni con alterne fortune. Evitò 3 volte la retrocessione al campionato regionale ma nulla poté alla fine della stagione 1929-1930 quando i vertici federali decisero lo spostamento di competenza di tutta la Seconda Divisione ai campionati regionali.
Nella stagione 1930-1931 vinse il girone di finale B della Seconda Divisione Lombarda e tornò a disputare i campionati nazionali, allora denominati Prima Divisione. Rimase in questa serie fino alla stagione 1934-1935, anno in cui una riforma dei campionati la relegò nuovamente ai campionati regionali (mentre la Prima Divisione cambiò nome in Serie C).

### Secondo dopoguerra
Nel dopoguerra tornò in Serie C per tre stagioni, poi a causa della riforma dei campionati del 1948 venne retrocessa nella nuova Promozione, l'antesignana dell'odierna Serie D. Nel 1951-1952 venne retrocessa nella nuova Promozione Lombarda (mentre la Promozione cambiò nome in IV Serie). Inutile fu il tentativo di richiesta di ammissione alla IV Serie inoltrata alla F.I.G.C. nel 1955 malgrado avesse sia la solidità finanziaria che un impianto sportivo capiente con notevole affluenza di spettatori paganti.

### Dagli anni sessanta ai giorni nostri
Nella stagione 1960-1961 fu ammessa in Serie D dalla Lega Semiprofessionisti e al termine della stagione 1964-1965 vinse il campionato con otto punti di distacco sul Bolzano secondo classificato e tornò così dopo quasi venti anni in Serie C. In Serie C rimase cinque stagioni, poi alla fine della stagione 1969-1970 la squadra retrocedette di nuovo in Serie D e da allora ha sempre disputato campionati dilettantistici.
Dopo numerosi campionati tra D ed Eccellenza, categoria nella quale ha il record di partecipazioni in Lombardia, nella stagione 2014/15 la Trevigliese retrocede per la prima volta in Promozione; nel campionato successivo ritrova la categoria superiore vincendo il proprio girone, ma dopo altre due stagioni travagliate (nella stagione 2016/17 si salva con un gol all'ultimo secondo dei playout), ad aprile 2018 retrocede nuovamente in Promozione. 
Nell'estate del 2025 si registra una svolta: dopo ben 26 anni di militanza in Eccellenza e Promozione la società acquisisce il diritto sportivo del Mapello, neopromosso in Serie D, e ottiene il diritto all'iscrizione alla massima categoria dilettantistica.

### Giocatori famosi
- Giacinto Facchetti
- Orlando Rozzoni
- Vittorio Carioli
- Claudio Vertova

## Palmarès

### Competizioni nazionali
- Serie D: 1

1964-1965 (girone B)

### Competizioni regionali
- Seconda Divisione: 1

1930-1931 (girone B)
- Eccellenza: 1

1995-1996 (girone C)
- Promozione: 5

1974-1975 (girone B), 1980-1981 (girone B), 1985-1986 (girone B), 2015-2016 (girone E), 2018-2019 (girone E)
- Prima Categoria: 1

1959-1960 (girone C)
- Prima Divisione: 1

1954-1955 (girone C)

### Altri piazzamenti
- Serie C:

Secondo posto: 1945-1946 (girone G)
- Serie D:

Secondo posto: 1970-1971 (girone B)
- Prima Divisione:

Secondo posto: 1935-1936 (girone C), 1942-1943 (girone C)
- Eccellenza:

Secondo posto: 2006-2007 (girone C)
- Promozione:

Secondo posto: 1989-1990 (girone C)
Terzo posto: 1988-1989 (girone C)
- Campionato Dilettanti:

Secondo posto: 1957-1958 (girone B)
Terzo posto: 1958-1959 (girone C)
- Prima Divisione:

Secondo posto: 1942-1943 (girone C)
- Coppa Italia Dilettanti:

Semifinalista: 1981-1982